# Trdnjava Mardakan
Trdnjava Mardakan ali Veliki grad Mardakan (azerbajdžansko Dördkünc Mərdəkan qalası ali azerbajdžansko Böyük Mərdəkan qəsri) je zgodovinski in arhitekturni spomenik v naselju Mardakan v okrožju Kazar v Bakuju. Ministrstvo za kulturo in turizem Azerbajdžana (trenutno Ministrstvo za kulturo Azerbajdžana) ga je uvrstilo na seznam spomenikov svetovnega pomena. Leta 2001 je bil skupaj z drugimi objekti obalne obrambe Kaspijskega jezera uvrščen na poskusni seznam Unescove svetovne dediščine.
Trdnjavo je v obliki štirikotnika v 12. stoletju zgradil Aksitan I., sin Širvanšaha Minučihra III.

## Zgodovina
Veliki grad Mardakan je bil zgrajen v letih 1187–1188 po naročilu Širvanšaha Aksitana I. V različnih časih je bila trdnjava, zgrajena v čast briljantne zmage Aksitana nad sovražnikom, uporabljena kot obrambna struktura, kot opazovalnica in kot grad.

## Arhitekturne značilnosti
Dvorišče gradu ima dimenzije 24 × 20 metrov, višina stolpa, ki je na dvorišču, pa je 22 metrov. Po mnenju L. Mamikonova tako impresivna višina stolpa omogoča streljanje s ploščadi na njegovem vrhu ne le na grajsko dvorišče, ampak tudi na ozemlje zunaj zunanjih zidov trdnjave. Zunanje stene gradu so okrepljene s polkrožnimi slepimi stolpi, ki so na vogalih in vzdolž obzidja. Razdalja med stolpi ne presega 10–11 metrov in se razlikuje od splošno sprejete razdalje pri gradnji obrambnih objektov do 14. stoletja. Verjetno v želji, da bi z navzkrižnim ognjem zaščitil območja ob zunanjem obzidju gradu, se je arhitekt odločil zmanjšati razdaljo med stolpi.
Vhodna vrata, ki so na sredini enega od trdnjavskih zidov, so na obeh straneh zaščitena z dobro utrjenimi polkrožnimi stolpi. Dvorišče Velikega gradu Mardakan je načrtovano tako, da sovražnik, ki prebije prvo grajsko obrambno linijo in vstopi na dvorišče, pade v ozek hodnik širine 5 metrov med donžonom in grajskim obzidjem, zaradi česar postane lahka tarča za branilce, ki so na ploščadi na vrhu stolpa.
Na splošno ima donžon štirikotnega gradu Mardakan bolj razvite arhitekturne značilnosti v primerjavi z okroglim gradom Mardakan. V nasprotju s tristopenjsko obliko, značilno za okrogle donžone, je notranji prostor kvadratnega donžona Velikega gradu Mardakan razdeljen na pet nivojev.
Med nadstropji donžona imata le prvi in zadnji kamnit strop, oblikovan v obliki obokanega stropa. Stropi preostalih nivojev so ravni, izdelani na podlagi lesenih tramov.
Razširitev na štiri strani donžonskih polkrožnih stolpov je na eni strani vplivala na njegove arhitekturne značilnosti in mu dala trajnejši značaj, kar je omogočilo povečanje višine stavbe, na drugi strani pa je ustvarilo pogoje za učinkovitejšo organizacijo obrambe obzidja stolpa.